# Janusz Żmurkiewicz
Janusz Żmurkiewicz (ur. 25 lipca 1948 w Szczecinku) – polski polityk i samorządowiec, w latach 1984–1989 i 2002–2024 prezydent Świnoujścia.

## Życiorys
Absolwent Technikum Mechaniczno-Energetycznego im. prof. Maksymiliana Tytusa Hubera w Szczecinie i Wydziału Inżynieryjno-Ekonomicznego Transportu Politechniki Szczecińskiej. Ukończył też Wieczorowy Uniwersytet Marksizmu-Leninizmu.
W latach 1973–1975 był kierownikiem sekcji technicznej w przedsiębiorstwie budowlanym, następnie objął stanowisko kierownika wydziału komunikacji w urzędzie miejskim w Świnoujściu. W latach 1984–1989 zajmował po raz pierwszy stanowisko prezydenta tego miasta. Od 1991 prowadził własną działalność gospodarczą. W latach 1990–1998 był radnym Świnoujścia. W bezpośrednich wyborach samorządowych w 2002 został wybrany na urząd prezydenta Świnoujścia. W 2006, 2010, 2014 i 2018 skutecznie ubiegał się o reelekcję, wygrywając każdorazowo wybory w pierwszej turze.
W Biuletynie Informacji Publicznej Instytutu Pamięci Narodowej umieszczono informację, że figuruje on w kartotece członków Ochotniczej Rezerwy Milicji Obywatelskiej. Janusz Żmurkiewicz zaprzeczył członkostwu w ORMO.
Od 1975 należał do Polskiej Zjednoczonej Partii Robotniczej, w latach 1986–1989 był członkiem komitetu miejskiego PZPR. Wstąpił do Sojuszu Lewicy Demokratycznej, w 2006 zawiesił swoje członkostwo, a w listopadzie 2015 z niego zrezygnował.
W 2024 nie kandydował na urząd prezydenta miasta; został natomiast z ramienia Koalicji Obywatelskiej wybrany na radnego Sejmiku Województwa Zachodniopomorskiego VII kadencji, 9 maja tego samego roku wybrano go wiceprzewodniczącym tego gremium.

## Odznaczenia
Odznaczony Krzyżem Kawalerskim Orderu Odrodzenia Polski (2015), Złotym Krzyżem Zasługi oraz Odznaką Honorową za Zasługi dla Samorządu Terytorialnego (2015).

## Życie prywatne
Żonaty z Zytą (lekarką). Ma córkę Edytę (prawniczkę).